# Seconde
| Kleinere eenheden | Kleinere eenheden | Kleinere eenheden |
| factor            | naam              | symbool           |
| ----------------- | ----------------- | ----------------- |
| 10−30             | quectoseconde     | qs                |
| 10−27             | rontoseconde      | rs                |
| 10−24             | yoctoseconde      | ys                |
| 10−21             | zeptoseconde      | zs                |
| 10−18             | attoseconde       | as                |
| 10−15             | femtoseconde      | fs                |
| 10−12             | picoseconde       | ps                |
| 10−9              | nanoseconde       | ns                |
| 10−6              | microseconde      | µs                |
| 10−3              | milliseconde      | ms                |
| 1                 | seconde           | s                 |
| 103               | kiloseconde       | ks                |

Het woord seconde is afkomstig van het Latijnse pars minuta secunda dat letterlijk tweede kleine deel betekent. Voor een deel heeft dat betrekking op het zestigtallige stelsel zoals dat in Babylon in gebruik was. Men verdeelt tegenwoordig nog steeds uren en booggraden eerst in 60 minuten, de kleine deeltjes, en deze weer in 60 seconden, de tweede kleine deeltjes. Een seconde is in de natuurkunde en de muziek een eenheid van tijd en in de wiskunde de maat voor een hoek.

## Betekenissen

### Natuurkunde
De seconde is de natuurkundige eenheid van tijd in het SI-stelsel en is sinds 1967 gedefinieerd als de duur van 9 192 631 770 perioden van de straling die correspondeert met de overgang tussen de twee niveaus van de hyperfijnenergie van de grondtoestand van een cesium-133-atoom in rust bij een temperatuur van 0 K. Het symbool voor deze eenheid is s. De afkorting sec is geen officiële afkorting, maar wordt desondanks vaak gebruikt.
De seconde was eerst gedefinieerd als een 60e deel van een minuut, die op zijn beurt als een 60e deel van een uur is en een uur als het 24e deel van een synodische dag. Een seconde was daarmee het 86 400e deel van een zonnedag. Doordat de seconde nu niet langer als een vast deel van de dag is gedefinieerd, is het noodzakelijk geworden nu en dan een schrikkelseconde in te voegen. Er zijn plannen voor een nieuwe definitie van een seconde, op basis van een frequentie in de orde van een biljoen hertz, dit is in de orde van die van zichtbaar licht.

### Muziek
Een secunde of seconde is in de muziek een interval tussen twee opeenvolgende tonen, na de prime het tweede interval.

### Hoek
Een boogseconde geeft in de meetkunde de maat voor een hoek aan. Een boogseconde, weergegeven door het symbool ", is het 1/3600e deel van een booggraad of graad.

## Geschiedenis van de seconde als tijdseenheid
De seconde is een oude eenheid. De oorspronkelijke definitie van de seconde is gebaseerd op de definitie van een etmaal. De seconde is één zestigste deel van een minuut, een minuut is één zestigste van een uur, en een uur is één vierentwintigste van een etmaal. Als een etmaal wordt gezien als de tijd tussen twee opeenvolgende hoogste zonnestanden blijkt dat deze definitie niet nauwkeurig genoeg is, want de duur van een etmaal kan enigszins variëren, onder andere omdat de baan van de Aarde om de zon niet precies een cirkel is. Om de seconde te standaardiseren werd een gemiddeld etmaal gedefinieerd en de seconde werd één 86 400ste daarvan.
Deze definitie voldeed prima, totdat astronomen erachter kwamen dat ook de gemiddelde dag niet zo constant is als men zou willen. De Aarde draait namelijk steeds langzamer. De gemiddelde dag van het jaar 1900 werd in 1956 door het Bureau international des poids et mesures, de Internationale Commissie voor Maten en Gewichten als officiële uitgeroepen, en de seconde werd als één 31 556 925,974 7-ste van dat jaar gedefinieerd. Deze definitie was niet handig, want niemand kon meer meten hoelang het jaar 1900 precies had geduurd.
Met de introductie van de atoomklokken werd het mogelijk de seconde uiterst nauwkeurig te definiëren. De hierboven genoemde atomaire definitie is in 1967 internationaal vastgelegd. Sindsdien wordt er af en toe een schrikkelseconde aan de officiële tijd toegevoegd om ervoor te zorgen dat deze in de pas blijft lopen met de draaiing van de Aarde.
meter (m) · kilogram (kg) · seconde (s) · ampère (A) · kelvin (K) · mol · candela (cd)